# Felix Langer
Pour les articles homonymes, voir Langer.
Felix Hugo Theodor Langer (né le 25 mars 1859 à Ratibor et mort le 27 janvier 1940 à Göttingen) est un général d'infanterie allemand.

## Biographie
Langer s'engage le 1er mars 1879 en tant que cadet dans le 30e régiment d'infanterie de l'armée prussienne, où il est nommé enseigne le 16 octobre 1879 et promu au rang de sous-lieutenant le 14 octobre 1880. À partir du 21 janvier 1885, il est adjudant du 2e bataillon et, à partir du 2 août 1888, il occupe le poste d'adjudant de régiment. En tant que premier lieutenant (depuis le 15 octobre 1889), il est muté du 18 juin 1891 au 26 janvier 1895 comme adjudant à la 12e brigade d'infanterie et promu entre-temps capitaine le 27 janvier 1894. Langer est ensuite commandant de compagnie dans le 43e régiment d'infanterie (de)  jusqu'au 21 juillet 1900 et devient ensuite adjudant de la 1re division d'infanterie. Le 19 septembre 1909, il est muté au 176e régiment d'infanterie, tout en étant promu major. À partir du 21 avril 1911, il commande le 9e régiment de grenadiers à Stargard-en-Poméranie. Ensuite, à partir du 22 avril 1914, il dirige la 54e brigade d'infanterie (de) à Ulm, tout en étant promu au grade de général de division.
Langer conserve ce commandement avec le déclenchement de la Première Guerre mondiale et est engagé sur le front occidental en liaison avec la 5e armée. Du 2 janvier 1915 au 21 avril 1916, il commande la 242e brigade d'infanterie avant de prendre en charge la 51e division de réserve. Quatre mois plus tard, il reçoit le commandement de la 28e division d'infanterie. Le 29 février 1918, Langer est chargé de commander le 24e corps de réserve et est décoré le 7 novembre 1918 des feuilles de chêne du Pour le Mérite pour les combats défensifs entre Reims et Verdun. Il avait déjà reçu le Pour le Mérite le 8 octobre 1917. Après la fin de la guerre et le retour au pays, Langer est d'abord mis à disposition par l'armée en tant qu'officier le 10 janvier 1919, puis retiré de l'armée le 20 mars 1919 et mis à la retraite.
Langer reçoit le 27 août 1939, le jour de Tannenberg, décerne le caractère de général d'infanterie.